# ال روسال (کوندینامارکا)
ال روسال (انگلیسی: El Rosal, Cundinamarca) نام شهری در کشور کلمبیا است.